# Fred Harmsworth
Frederick Harmsworth (sinh năm 1877) là một cầu thủ bóng đá người Anh từng thi đấu ở vị trí wing half.